# قاسم بن عيسى بن ناجي
أبو الفضل قاسم بن عيسى بن ناجي التنوخي القيرواني: الإِمام الفقيه الحافظ للمذهب النظّار العمدة الفاضل القاضي العادل المؤلف العارف بالأحكام والنوازل، من القضاة، من أهل القيروان.

## مناصبه
تولى القضاء بجهات كثيرة من إفريقية كباجة وجربة وقابس والأربس وتبسة وسوسة والمنستير والقيروان،

## شيوخه وتلاميذه
أخذ عن أئمة منهم ابن عرفة والبرزلي والأبي والزعبي والشبيبي والوانوغي والغبريني ومحمد بن عظوم وأبو القاسم القسنطيني وغيرهم وأخذ عنه حلولو وغيره.

## مؤلفاته
له كتب، منها " شرح المدونة - مخطوط " وزيادات على معالم الإيمان - مطبوع " مع المعالم، و " شرح رسالة ابن أَبي زَيْد القيرواني - مطبوع " و " مشارق الأنوار القلوب - مخطوط " و " شرح التهذيب للبراذعي "

## وفاته
توفي بالقيروان عام 837 هـ = 1433 م)، وفي شجرة النور الزكية: توفي 838 هـ[1434 م].